# Сиома-Нгвези (национальный парк)
Национальный парк «Сиома-Нгвези»  (англ. Sioma Ngwezi National Park) — национальный парк площадью 5000 квадратных километров в юго-западном углу Замбии. Он неразвит и редко посещается, в нём нет дорог, и он находится вдали от обычных туристических маршрутов.

## Описание
Как и большинство национальных парков в Замбии, он не огорожен, что позволяет свободно перемещаться животным, и окружен буферными зонами, где охота регулируется, называемыми зонами управления охотой (GMAs). GMA Западного Замбези, прилегающая к парку, является крупнейшей в стране и занимает площадь в 35 000 квадратных километров.
Парк занимает часть большой равнины, лежащей между Замбези, рекой Квандо (верховья реки Чобе) и полосой Каприви, называемой равнинами Силована, лежащей к югу от поймы Баротсе. Когда-то они были частью пустыни Калахари и покрыты продуваемыми ветром песчаными дюнами, которые всё ещё присутствуют в виде пологих волн и песчаной почвы. Хотя климат сейчас более влажный, постоянные реки не протекают через равнины, только несколько сезонных, а в сезон дождей в низинах между дюнами образуются тысячи небольших лагун, обычно шириной в пару сотен метров. В парке хорошо представлены два экорегиона: леса Замбезии Байкиаеа, в которых доминируют деревья Замбии Тик, которые окружают равнины лугов Западной Замбезии. Вдоль крупных рек, окружающих парк, находится третий экорегион — замбезийские затопленные луга.

## Фауна
Парк и прилегающий к нему GMA образуют важное звено в миграционном пути слонов и антилоп гну из близлежащих национальных парков Ботсваны и Намибии. Хотя парк всё ещё подвергается браконьерству, он предлагает лучшее убежище для слонов, мигрирующих из Анголы, где браконьерство и незаконная охота процветали во время и после гражданской войны
В парке обитает более 3000 африканских слонов, лошадиная антилопа, чёрная антилопа, пуку, импала, зебра Гранта и куду. Также здесь обитают несколько видов, находящихся под угрозой исчезновения, включая капскую дикую собаку и южноафриканского гепарда.
С 2005 года охраняемая территория считается зоной сохранения львов.

## Туризм
В парке нет никаких удобств, кроме кемпингов и дорог, только тропы, требующие полноприводных автомобилей даже в сухой сезон, когда автомобили могут увязнуть в песке. В 2007 году несколько туроператоров проводили сафари в парке. Согласно планам правительства Замбии, парк находится в стадии открытия для частного управления и обеспечения лучшей защиты дикой природы. Близость к Анголе, Намибии и Ботсване делает его готовым к созданию трансграничного парка.
В регионе недавно были разработаны или планируются другие туристические объекты, например, вдоль близлежащих участков Замбези (рыболовный курорт и домик у водопадов Нгонье) и в полосе Каприви. Недавно открытое шоссе Транс-Каприви и мост Катима-Мулило находятся в 60 км от парка, могут значительно увеличить количество посетителей.

## Перспективы развития
Этот парк рассматривается на предмет включения в трансграничную заповедную зону «5 наций Каванго — Замбези».

## Внешние ссылки
- Zambian tourism website